# ジョー・ネイサン
ジョゼフ・マイケル・ネイサン（Joseph Michael Nathan, 1974年11月22日 - ）は、アメリカ合衆国テキサス州ヒューストン出身の元プロ野球選手（投手）。右投右打。現在はMLBのミネソタ・ツインズのシニア・バイス・プレジデントを務める。
2004年から2014年にかけて、主にミネソタ・ツインズなどで、MLBを代表するクローザーとして活躍。歴代8位の通算377セーブ、通算787試合登板の記録を持つ。

## 経歴

### プロ入り前
テキサス州ヒューストン生まれ、ニューヨーク州ミドルタウン育ち。子供のときはニューヨーク・メッツのファンだった。同州パインブッシュのパインブッシュ高校に進学し、野球部では遊撃手として活躍。そこからNCAAディビジョンIに所属する大学への進学を目指すが、ネイサン自身が「多少の興味はあった」というオクラホマ州立大学をはじめとする強豪校はネイサンに関心を示さず、結局ディビジョンIII所属（当時）のニューヨーク州立大学ストーニブルック校へ入学することになった。同校コーチのマット・センクが、パインブッシュ高校コーチのジェフ・マイソネットと大学時代のルームメイトであったことも、この進路選択に影響している。
大学に入ってすぐ、練習でネイサンが一塁手へ矢のような送球をしたのを観たセンクは、ネイサンを投手としてもテストしてみる。だが「週に1、2試合しか登板しない投手をやらせるよりも、毎日出場できる野手のほうがいいだろう」というセンクの判断により、ネイサンは遊撃のポジションに留まった。ネイサンは強打のラインドライブ・ヒッターとして活躍。センクの母校であるニューヨーク州立大学コートランド校と対戦した際には、センク曰く「430フィート（約131.1メートル）は飛んだ」という特大の本塁打を放っている。だがそれでも、ネイサンを視察するプロのスカウトの多くは、その体つきと強肩から将来の投手転向を期待していた。ネイサンによれば、彼が「将来は野手一本でいくつもりです」と告げると興味を失うスカウトがほとんどで、ネイサンを野手としてスカウト活動をしていたのは最終的にはサンフランシスコ・ジャイアンツとフィラデルフィア・フィリーズの2球団だけになったという。
1995年6月、ドラフト6巡目（全体159位）でジャイアンツから指名されたネイサンは、その翌日に入団契約を結びプロ入りする。自分を遊撃手として評価してくれた球団からの指名にネイサンは喜ぶが、ジャイアンツのスカウトのアラン・マーは、ネイサンの送球時の腕の動きが「まるで投手みたいだ」と、投手としての可能性も視野に入れていた。

### ジャイアンツ時代
入団後すぐ、ネイサンはマイナーリーグのA-級ビリンガム・ジャイアンツでプロ初出場。だがこの年は56試合に出場し、打撃では打率.232、OPS.665、遊撃守備では26失策、守備率.897と、攻守に精彩を欠いた。
1996年のスプリングトレーニング中に球団から呼び出されたネイサンは、投手への転向を打診される。しかしプロ入り前から遊撃手に強いこだわりをもっていたネイサンは涙ながらにこれを拒否し、「しばらくオフがほしい」と申し出てチームを離脱した。大学に戻ったネイサンは、野球部で練習を続ける傍ら、経営管理学の学位を取得するために学問に励む。さらにその間には証券会社での勤務なども経験するが、これがきっかけで「毎朝5時に起きては受話器を片手に9時間も10時間も働く、という生活を送ってみて、『プロの野球選手っていいなぁ』と思えるようになった」と、ネイサンの心境に変化が表れた。
ジャイアンツGMのブライアン・セイビアンに復帰の意思を表明する書類を提出したネイサンは、1997年5月に学位を取得し大学を卒業、その2日後にアリゾナ州にある球団施設に合流し、球団の求めに応じて投手として現役復帰する。A-級セイラムカイザー・ボルケーノズで基礎から学んだネイサンは、速球と鋭く曲がるカーブを武器に、18試合62イニングを投げて防御率2.47という成績を残した。翌1998年にはA+級サンノゼ・ジャイアンツを経てAA級シュリーブポート・キャプテンズまで昇格。2クラスで全26試合に先発登板し、9勝9敗、防御率3.93を記録する。
1999年にジャイアンツのスプリングトレーニングに参加したネイサンは、スティーブ・ソダーストロムやクリス・ブロック、ミゲール・デルトロらと先発ローテーション5番手の座を争う。結果はブロックがローテ入りとなり、ネイサンは開幕をAA級シュリーブポートで迎えることに。だが4月中にメジャー初昇格を果たし、21日のフロリダ・マーリンズ戦でメジャー初登板を果たした。この試合で先発したネイサンは7イニングを投げ、初回と6回以外は毎回得点圏に走者を背負う投球となったが無失点で切り抜け、勝利投手となった。その後はAAA級フレズノ・グリズリーズへの降格とメジャー昇格を繰り返しながら、メジャーでは19試合に登板し7勝4敗、防御率4.18という成績を残した。2000年には前年を上回る20試合に登板。しかしシーズン終盤に右肩を痛め、手術を受けた。2001年にはメジャーでの登板はなく、マイナーでもAAA級・AA級あわせて防御率7.29しか残せなかった。
2002年9月11日にメジャーで再び復帰し、4試合を投げシーズンを終えた。故障が多いため中継ぎへ転向し、迎えた2003年にはリーグ5位の78試合に登板し、リリーフ投手でMLB最多の12勝、19ホールド、防御率2.96を記録した。

### ツインズ時代
2003年11月14日にフランシスコ・リリアーノとブーフ・ボンサーとともにA.J.ピアジンスキーとのトレードでミネソタ・ツインズへ移籍した。前年までチームの抑え投手だったエディ・グアダードがシアトル・マリナーズへ移籍したツインズは、ネイサンを抑えに抜擢した。
2004年はエキシビジョンゲームや開幕直後に不安定な投球を見せたため、クローザーが務まるか疑問視された。4月15日から6月4日にかけての20試合連続無失点を記録し、5月8日から8月15日にかけて球団新記録となる27回連続セーブを記録。初選出となったオールスターでは、1回を無失点に抑え、2奪三振を記録。クローザーの地位を不動にし、44セーブ（リーグ3位）を記録した。サイ・ヤング賞の投票ではペドロ・マルティネス、フランシスコ・ロドリゲスに並ぶ4位に入り、MVPの投票では12位に入った。

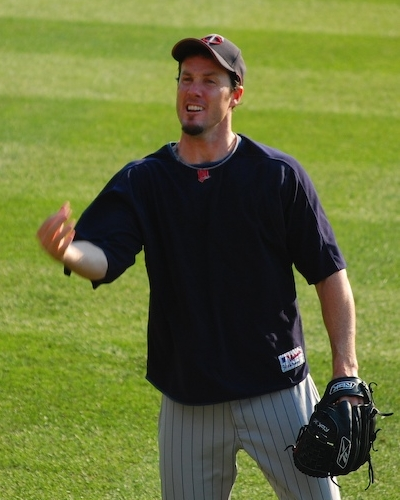
2007年

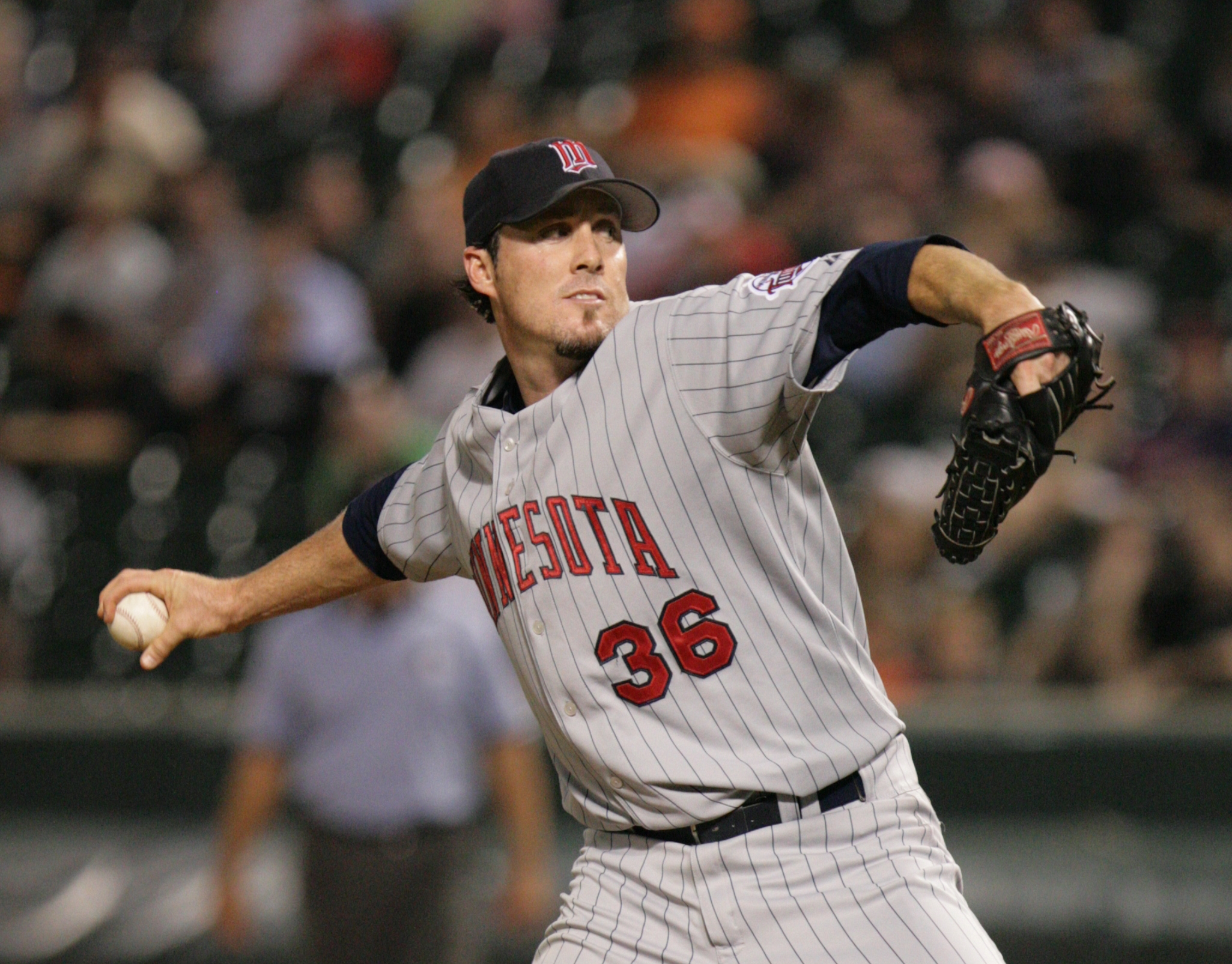
ツインズ時代

2005年は2年契約の2年目で契約を満了していないにもかかわらず球団は、スプリングトレーニング期間中の3月4日に2006年から2年総額1000万ドル、2008年はオプションで600万ドルで契約延長。レギュラーシーズンでは開幕から5月10日にかけて15試合連続無失点を記録し、昨年に続きオールスターに選出された。7勝4敗、リーグ3位の43セーブを記録し2年連続40セーブは球団史上3人目の快挙となった。
2006年開幕前の3月に開催された第1回ワールド・ベースボール・クラシック（WBC）のアメリカ合衆国代表に選出された。
シーズンでは6月24日のカブス戦で球団史上5人目の通算100セーブを達成し、9月9日のタイガース戦で通算117セーブ目を記録しエディ・グアダードを抜き、球団通算セーブ記録で単独2位となった。64試合に登板し、7勝0敗、防御率1.58、36セーブ（リーグ6位）を記録した。サイ・ヤング賞では5位に入った。
2007年は37セーブ（リーグ6位）を記録し、球団史上初めて4年連続で36セーブ以上を記録した。ツインズ移籍後の2004年からの4年間でマリアノ・リベラに並ぶリーグ最多通算160セーブを記録した。シーズン終了後の10月29日に球団が2008年のオプションを行使し、残留が決まったものの、トレード話が取り沙汰された。
2008年は以前から『引退するまでツインズで投げたい』と公言していたネイサンに対して、球団は3月24日に1年総額600万ドルの契約を一旦取り下げると、2008年から4年総額4700万ドル、さらに5年目の2012年は1250万ドルの球団オプションに2万ドルのバイアウト付きという内容で、再契約した。同年のレギュラーシーズンは自己ベストの防御率1.33、39セーブ（リーグ4位）を記録したが、セーブの失敗が自己ワーストの6回を記録した。
2009年は、ブライアン・フエンテスに次ぐリーグ2位の47セーブを記録した。
2010年はトミー・ジョン手術のため全休となる。
2011年に復帰したが不本意な成績に終わった。ツインズでの通算260セーブは、リック・アギレラの254セーブを抜いて球団最多記録。

### レンジャーズ時代

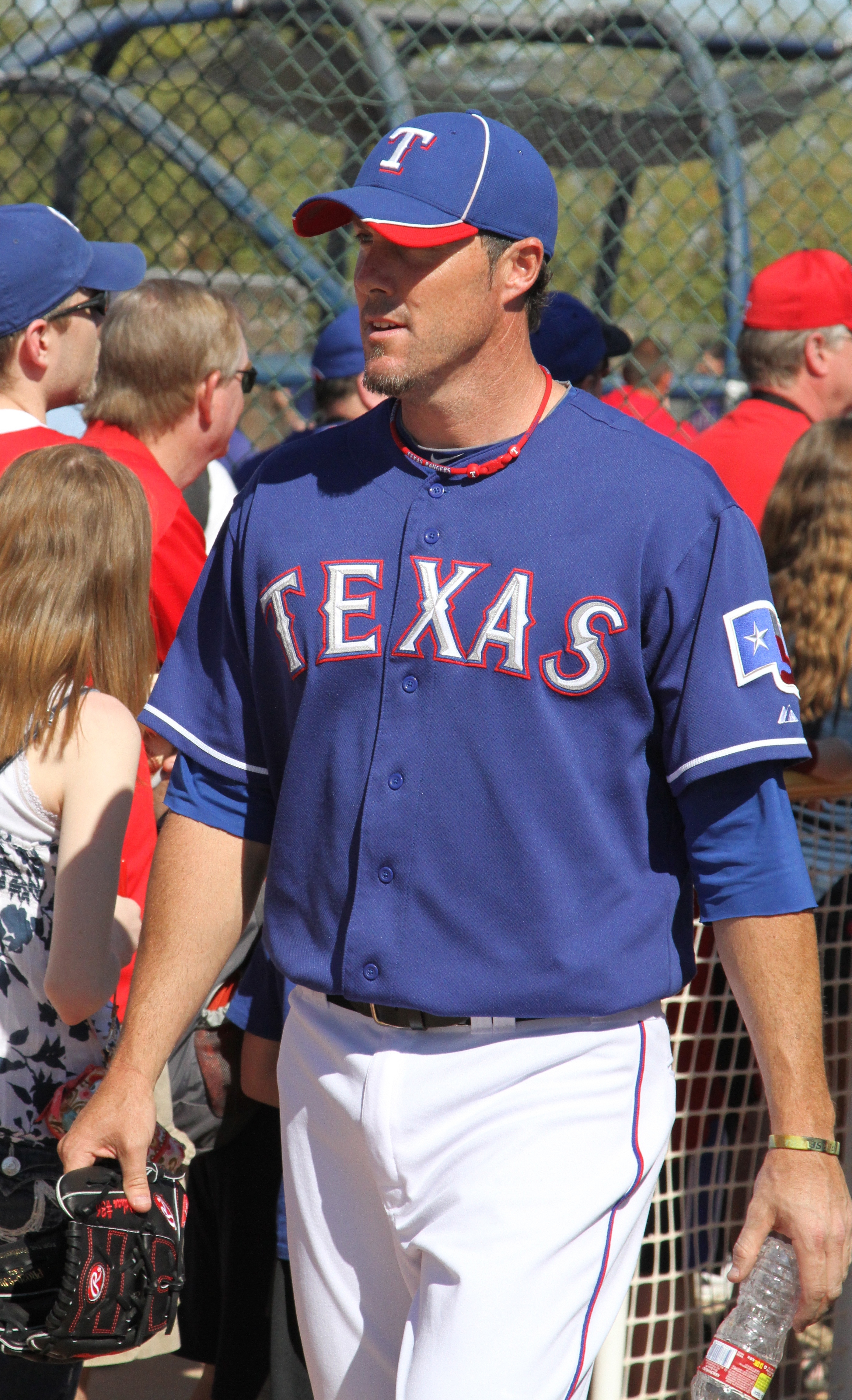
テキサス・レンジャーズ時代
（2012年3月15日）

2011年オフにFAとなり、先発転向のネフタリ・フェリスに代わるクローザーを探していたテキサス・レンジャーズと2年契約（3年目はオプション）を結んだ。
2012年は同年のオールスターゲームに選出され、37セーブ（リーグ5位）を記録。
2013年4月9日のタンパベイ・レイズ戦で通算300セーブを達成。43セーブ（リーグ4位）を記録オフにFAとなる。

### タイガース時代

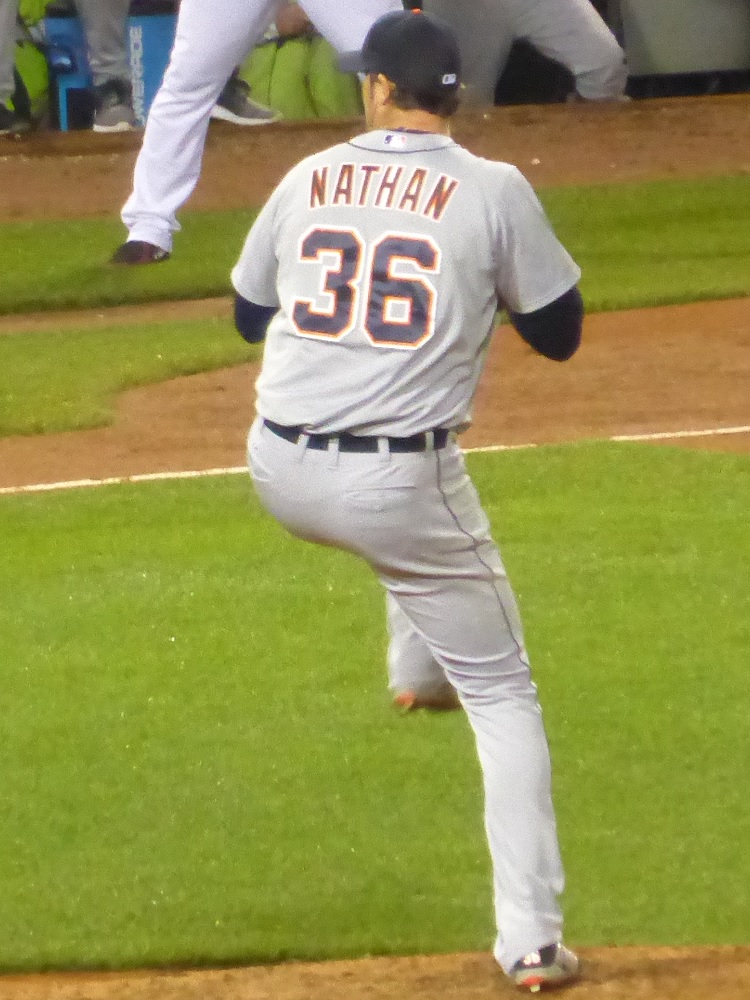
デトロイト・タイガース時代
（2014年5月16日）

2013年12月4日に2年総額2000万ドルでデトロイト・タイガースと契約。タイガース加入1年目は、リーグ5位となる35セーブを記録したが、自己ワーストのセーブ失敗7回、防御率4.81は自己ワースト3位、WHIP1.53は実にメジャー2年目の2000年以来となる自己ワースト2位に終わり、セーブ数とは対照的に大不振に陥った。
2015年4月6日の対ミネソタ・ツインズ戦でシーズン初登板し、セーブを記録した。しかし、その後、肘に不調を発症してマイナーで調整登板していたが、そこで更に痛みが増したため、検査を受けて結局自身2度目となるトミー・ジョン手術を受けることになった。40歳と高齢である事情もあり、このまま引退に追い込まれる可能性も取り沙汰されたが、ネイサン自身は復活を目指し、引退するつもりはないと明言した。11月3日にFAとなった。

### カブス時代
2016年5月17日にシカゴ・カブスとメジャー契約を結んだ。球団は60日間の故障者リストに載せた。7月24日にメジャー復帰し、同日のミルウォーキー・ブルワーズ戦で移籍後初登板で勝利投手となった。8月5日に故障者リスト入りしていたホルヘ・ソレアの戦列復帰に伴い、MLB登録枠を空けるために40人枠から外され、事実上の戦力外となった。

### ジャイアンツ復帰
2016年8月16日に古巣ジャイアンツとマイナー契約を結んだ。9月3日にメジャー契約を結びアクティブロースター入りし、9月4日のシカゴ・カブス戦の延長12回裏に登板し、1イニング無失点だった。11月3日にFAとなった。

### ナショナルズ傘下時代
2017年1月31日にワシントン・ナショナルズとマイナー契約を結び、同年のスプリングトレーニングに招待選手として参加することになった。

### 現役引退
8月30日、古巣のミネソタ・ツインズを通して現役引退を発表。同時に、同球団のシニア・バイス・プレジデントへの就任が発表された。

## 選手としての特徴
球種は元来、最速160.9km/h、平均150km/hのフォーシームに、平均128km/hのカーブ、平均133km/hのチェンジアップの3球種だった。
2003年には、平均142km/hのスライダーを習得し、以降はメインの変化球をカーブからスライダーに変更した。
ツインズ移籍後は、稀にカットボールも投げるようになり、全体的に球速も上がっていった。全盛期にはカーブを投げる頻度も大幅に減り、フォーシームとスライダーの2球種で投球全体の約90%以上を占めた。
トミー・ジョン手術明けの2011年以降は、ツーシームも習得し、再びカーブを使い始めた。また、速球（フォーシーム、ツーシーム）の割合を減らし、スライダー、カーブ、チェンジアップが約40～45%を占めるようになった。球速と球威の低下をカバーするため、パワーピッチャー・タイプから技巧派寄りにシフトしている。
奪三振が多く、リリーフに転向した2003年以降5年連続で、奪三振数が投球回数を上回っており、その間の奪三振率は10.91に達している。GO/AO（ゴロアウト/Ground Outとフライアウト/Air Outの比率）が1を下回り、典型的なフライボールピッチャーだったが、その比率が2007年に1.04と1を上回り、2008年には1.42と年々上昇している。
制球はやや荒れ気味で、ジョニー・デイモンは「ネイサンは力強い球を投げるけど、そこらじゅうに球が散る時がある」と評している。投球モーションが大きいため、盗塁阻止率が低いが、リリーフ転向後は四球で無駄に走者を出すことはなく、与四球率はツインズ、レンジャーズ時代にかけて、2点台以下を記録している。
ポストシーズンでは通算10試合に登板しているが、防御率8.10とよく打たれていて、各シリーズを突破したことがない。

## 詳細情報

### 年度別投手成績
| 年 度     | 球 団     | 登 板 | 先 発 | 完 投 | 完 封 | 無 四 球 | 勝 利 | 敗 戦 | セ 丨 ブ | ホ 丨 ル ド | 勝 率 | 打 者 | 投 球 回 | 被 安 打 | 被 本 塁 打 | 与 四 球 | 敬 遠 | 与 死 球 | 奪 三 振 | 暴 投 | ボ 丨 ク | 失 点 | 自 責 点 | 防 御 率 | W H I P |
| --------- | --------- | ----- | ----- | ----- | ----- | -------- | ----- | ----- | -------- | ----------- | ----- | ----- | -------- | -------- | ----------- | -------- | ----- | -------- | -------- | ----- | -------- | ----- | -------- | -------- | ------- |
| 1999      | SF        | 19    | 14    | 0     | 0     | 0        | 7     | 4     | 1        | 0           | .636  | 395   | 90.1     | 84       | 17          | 46       | 0     | 1        | 54       | 2     | 0        | 45    | 42       | 4.18     | 1.44    |
| 2000      | SF        | 20    | 15    | 0     | 0     | 0        | 5     | 2     | 0        | 0           | .714  | 426   | 93.1     | 89       | 12          | 63       | 4     | 4        | 61       | 5     | 0        | 63    | 54       | 5.21     | 1.63    |
| 2002      | SF        | 4     | 0     | 0     | 0     | 0        | 0     | 0     | 0        | 0           | ----  | 12    | 3.2      | 1        | 0           | 0        | 0     | 0        | 2        | 0     | 0        | 0     | 0        | 0.00     | 0.27    |
| 2003      | SF        | 78    | 0     | 0     | 0     | 0        | 12    | 4     | 0        | 19          | .750  | 316   | 79.0     | 51       | 7           | 33       | 3     | 3        | 83       | 4     | 1        | 26    | 26       | 2.96     | 1.06    |
| 2004      | MIN       | 73    | 0     | 0     | 0     | 0        | 1     | 2     | 44       | 0           | .333  | 284   | 72.1     | 48       | 3           | 23       | 3     | 2        | 89       | 5     | 0        | 14    | 13       | 1.62     | 0.98    |
| 2005      | MIN       | 69    | 0     | 0     | 0     | 0        | 7     | 4     | 43       | 0           | .636  | 276   | 70.0     | 46       | 5           | 22       | 1     | 0        | 94       | 2     | 0        | 22    | 21       | 2.70     | 0.97    |
| 2006      | MIN       | 64    | 0     | 0     | 0     | 0        | 7     | 0     | 36       | 0           | 1.000 | 262   | 68.1     | 38       | 3           | 16       | 4     | 1        | 95       | 3     | 0        | 12    | 12       | 1.58     | 0.79    |
| 2007      | MIN       | 68    | 0     | 0     | 0     | 0        | 4     | 2     | 37       | 0           | .667  | 282   | 71.2     | 54       | 4           | 19       | 2     | 1        | 77       | 3     | 0        | 15    | 15       | 1.88     | 1.02    |
| 2008      | MIN       | 68    | 0     | 0     | 0     | 0        | 1     | 2     | 39       | 0           | .333  | 261   | 67.2     | 43       | 5           | 18       | 4     | 2        | 74       | 2     | 0        | 13    | 10       | 1.33     | 0.90    |
| 2009      | MIN       | 70    | 0     | 0     | 0     | 0        | 2     | 2     | 47       | 0           | .500  | 271   | 68.2     | 42       | 7           | 22       | 1     | 2        | 89       | 4     | 0        | 16    | 16       | 2.10     | 0.93    |
| 2011      | MIN       | 48    | 0     | 0     | 0     | 0        | 2     | 1     | 14       | 8           | .667  | 191   | 44.2     | 38       | 7           | 14       | 2     | 3        | 43       | 3     | 0        | 26    | 24       | 4.84     | 1.16    |
| 2012      | TEX       | 66    | 0     | 0     | 0     | 0        | 3     | 5     | 37       | 0           | .375  | 257   | 64.1     | 55       | 7           | 13       | 1     | 2        | 78       | 5     | 0        | 23    | 20       | 2.80     | 1.06    |
| 2013      | TEX       | 67    | 0     | 0     | 0     | 0        | 6     | 2     | 43       | 0           | .750  | 250   | 64.2     | 36       | 2           | 22       | 3     | 1        | 73       | 4     | 0        | 10    | 10       | 1.39     | 0.90    |
| 2014      | DET       | 62    | 0     | 0     | 0     | 0        | 5     | 4     | 35       | 0           | .556  | 259   | 58.0     | 60       | 5           | 29       | 3     | 1        | 54       | 4     | 1        | 32    | 31       | 4.81     | 1.53    |
| 2015      | DET       | 1     | 0     | 0     | 0     | 0        | 0     | 0     | 1        | 0           | ----  | 1     | 0.1      | 0        | 0           | 0        | 0     | 0        | 1        | 0     | 0        | 0     | 0        | 0.00     | 0.00    |
| 2016      | CHC       | 3     | 0     | 0     | 0     | 0        | 1     | 0     | 0        | 0           | 1.000 | 10    | 2.0      | 2        | 0           | 2        | 0     | 0        | 4        | 0     | 0        | 0     | 0        | 0.00     | 2.00    |
| 2016      | SF        | 7     | 0     | 0     | 0     | 0        | 1     | 0     | 0        | 0           | 1.000 | 18    | 4.1      | 3        | 0           | 2        | 0     | 0        | 5        | 1     | 0        | 0     | 0        | 0.00     | 1.15    |
| '16計     | SF        | 10    | 0     | 0     | 0     | 0        | 2     | 0     | 0        | 0           | 1.000 | 28    | 6.1      | 5        | 0           | 4        | 0     | 0        | 9        | 1     | 0        | 0     | 0        | 0.00     | 1.42    |
| MLB：16年 | MLB：16年 | 787   | 29    | 0     | 0     | 0        | 64    | 34    | 377      | 27          | .653  | 3771  | 923.1    | 690      | 84          | 344      | 31    | 23       | 976      | 47    | 2        | 317   | 294      | 2.87     | 1.12    |

### 年度別守備成績
| 年 度 | 球 団 | 投手（P） | 投手（P） | 投手（P） | 投手（P） | 投手（P） | 投手（P） |
| 年 度 | 球 団 | 試 合     | 刺 殺     | 補 殺     | 失 策     | 併 殺     | 守 備 率  |
| ----- | ----- | --------- | --------- | --------- | --------- | --------- | --------- |
| 1999  | SF    | 19        | 3         | 11        | 0         | 0         | 1.000     |
| 2000  | SF    | 20        | 8         | 11        | 0         | 0         | 1.000     |
| 2002  | SF    | 4         | 0         | 2         | 0         | 0         | 1.000     |
| 2003  | SF    | 78        | 4         | 5         | 0         | 1         | 1.000     |
| 2004  | MIN   | 73        | 1         | 6         | 0         | 1         | 1.000     |
| 2005  | MIN   | 69        | 2         | 6         | 1         | 0         | .889      |
| 2006  | MIN   | 64        | 3         | 5         | 2         | 1         | .800      |
| 2007  | MIN   | 68        | 1         | 3         | 1         | 0         | .800      |
| 2008  | MIN   | 68        | 3         | 6         | 1         | 1         | .900      |
| 2009  | MIN   | 70        | 5         | 6         | 1         | 1         | .917      |
| 2011  | MIN   | 48        | 5         | 4         | 0         | 0         | 1.000     |
| 2012  | TEX   | 66        | 3         | 4         | 1         | 1         | .875      |
| 2013  | TEX   | 67        | 5         | 7         | 0         | 0         | 1.000     |
| 2014  | DET   | 62        | 6         | 6         | 0         | 0         | 1.000     |
| 2015  | DET   | 1         | 0         | 0         | 0         | 0         | ----      |
| 2016  | CHC   | 3         | 0         | 0         | 0         | 0         | ----      |
| 2016  | SF    | 7         | 1         | 0         | 0         | 0         | 1.000     |
| '16計 | SF    | 10        | 1         | 0         | 0         | 0         | 1.000     |
| MLB   | MLB   | 787       | 50        | 82        | 7         | 6         | .950      |

### 表彰
- 最優秀救援投手賞：1回（2005年）
- ローレイズ・リリーフマン賞：1回（2009年）
- DHL デリバリー・マン・オブ・ザ・マンス：3回（2006年7月、2008年7月、2009年6月）
- 週間MVP：2回（2004年5月16日、2005年7月3日）
- オール・メトロドーム・チーム（2009年）[34]。

### 記録
- オールスターゲーム選出：6回（2004年、2005年、2008年、2009年、2012年、2013年）
- 通算セーブ：377（歴代8位）
- 通算セーブ成功率：89.3%（歴代1位、200セーブ以上が対象）
- シーズン47セーブ（ミネソタ・ツインズ球団記録[35]）
- 通算セーブ：260（ミネソタ・ツインズ時代・球団記録[36]）
- シーズン40セーブ以上：4回（2004年、2005年、2009年、2013年）

### 背番号
- 36（1999年 - 2000年、2002年 - 2009年、2011年 - 2016年8月）
- 74（2016年9月 - 同年終了）